# 벨리냐
벨리냐(프랑스어: Bellignat)는 프랑스 동부 오베르뉴론알프 앵주에 있는 코뮌이다. 오요나 교외에서 남서쪽 지점에 위치해 있다. 벨리냐의 주민들을 가리켜 '르누이유' (Renouillus)라고 부른다.

## 지리

### 지형
벨리냐는 앵주의 북쪽 지역에 위치해 있으며 복합공동체로는 오트뷔제에 속해 있다. 오요나 남쪽에 위치해 있으며 동쪽으로는 니름 숲, 서쪽으로는 샤텔라르 숲이 자리해 숲으로 둘러싸여 있다. 행정구역상으로는 낭튀아 아롱디스망의 오요나쉬드 캉통에 속한다.
총면적은 7.84km2이며 해발고도는 516 ~ 913m 사이이다. 코뮌 전체 면적 중 약 4km2가 숲으로 뒤덮여 있다. 너도밤나무, 전나무, 가문비나무 등의 나무종이 서식하며 랑주 (Langes) 하천이 흐른다.

### 교통
벨리냐에는 SNCF 소속 철도역인 벨리냐 역이 있다. 이곳으로 앙들로탕몽타뉴-라클뤼즈 선이 지나가며, 2010년부터 오트뷔제 선 복구가 완료되면서 오요나-부르캉브레스를 운행하는 TER 론알프 열차의 중간 기착지가 되었다.

## 인구
| 연도 | 인구  | ±%    |
| ---- | ----- | ----- |
| 2006 | 3,488 | —     |
| 2007 | 3,472 | −0.5% |
| 2008 | 3,464 | −0.2% |
| 2009 | 3,481 | +0.5% |
| 2010 | 3,537 | +1.6% |
| 2011 | 3,590 | +1.5% |
| 2012 | 3,642 | +1.4% |
| 2013 | 3,646 | +0.1% |
| 2014 | 3,656 | +0.3% |
| 2015 | 3,612 | −1.2% |
| 2016 | 3,618 | +0.2% |

## 같이 보기
- 앵 주의 코뮌 목록